# Borowa Woda
Borowa Woda (słow. Borová voda) – potok na Słowacji, dopływ Zuberskiej Wody. Nazwa Borowej Wody pochodzi od miejsca nazywanego Borami, znajdującego się w dolnym biegu tego potoku. Powstaje pod wzgórzem Klinik (882 m) z połączenia dwóch potoków: Klinikowego Potoku spływającego spod Pośredniej Huciańskiej Przełęczy ze Spadowym Potokiem (Spadový potok) spływającym z Tatr (spod przełęczy Białe Wrótka). Od miejsca powstania spływa w północno-wschodnim, potem północnym kierunku dnem Doliny Borowej Wody i wpływa do Kotliny Zuberskiej. W pobliżu kościoła w Zubercu, na wysokości około 760 m uchodzi do Zuberskiej Wody jako jej lewy dopływ.
Źródłowe cieki Borowej Wody (Klinikowy Potok i Spadowy Potok) znajdują się w obrębie Tatr, Borowa Woda zaś spływa już Rowem Podtatrzańskim, a dokładniej jego częścią zwaną Rowem Zuberskim. Posiada jeszcze kilka dopływów. Największym jest Wajdowski Potok (Vajdovský potok) spływający z Pogórza Orawskiego. Czasami dolny bieg Zuberskiej Wody błędnie uznaje się za Borową Wodę.